# Ondervragingen
Ondervragingen is een hoorspel van Jan Rys. Verhöre werd op 8 november 1961 door de Norddeutscher Rundfunk uitgezonden. Kees Walraven vertaalde het en de KRO zond het uit in het programma Dinsdagavondtheater op dinsdag 13 mei 1969. De regisseur was Léon Povel. Het hoorspel duurde 47 minuten.

## Rolbezetting
- Nel Snel (conciërge)
- Tine Medema (mevrouw Pam)
- Tonny Foletta (meneer Pam)
- Ida Bons & Nina Bergsma (Anneke en Bert, hun kinderen)
- Paul Deen (voorbijganger)
- Wam Heskes (meneer Hiz)
- Hetty Berger (mevrouw Hiz)
- Maria Lindes (Clö, hun dochter)
- Jeanne Verstraete (Laisa)
- Hans Veerman (Ard)
- Harry Emmelot (politieagent)

## Inhoud
Elf personen ontmoeten elkaar in het trappenhuis. Als een lopend vuurtje heeft zich het bericht “Ze komen!” verspreid. Elke groep denkt te kunnen bepalen wie uit de gemeenschap moet worden gestoten. Verdenkingen en valse verhoren van allen tegen één leiden beetje bij beetje tot hysterie…